# Let Me Entertain You
«Let Me Entertain You» — песня английской рок-группы Queen с альбома Jazz. Написана Фредди Меркьюри.

## Песня
В песне повествуется о продажности музыкантов и музыки в целом. Также в песне много отсылок. То к песне «Teo Torriatte (Let Us Cling Together)» из альбома A Day at the Races, чему свидетельствует строчка «we’ll sing to you in Japanese», то к фильму «Завтрак у Тиффани» «We’ll Breakfast at Tiffany’s», то к звукозаписывающим студиям EMI Records и Elektra Records, строчка «With Elektra and EMI we’ll show you where it’s at». Песня является одной из тяжёлых на альбоме.

## В записи участвовали
- Фредди Меркьюри — ведущий вокал, бэк-вокал, пианино
- Брайан Мэй — электрогитара, бэк-вокал
- Джон Дикон — бас-гитара
- Роджер Тейлор — ударные, бэк-вокал

## Кавер-версии
- Шведская рок-группа Talisman сделала кавер-версию на эту песню[2].